# Juan Carlos Puntorero
Juan Carlos Puntorero, apodado "manija", (Buenos Aires, Argentina, 21 de febrero de 1942 - 19 de abril de 2012, ib.) fue un futbolista argentino que se desempeñó en la posición de mediocampista. Jugó toda su carrera en la Primera División de Argentina, para los clubes Atlanta, Newell´s Old Boys y Chacarita Juniors.

## Trayectoria
Comenzó en la Novena de Chacarita, pero rápidamente pasó a River Plate, donde arrancó en Séptima y llegó a la Tercera, sin que alcanzara a debutar en Primera División. Formó parte de una camada de notables jugadores como Juan Carlos Sarnari, Luis Maidana y Jorge Fernández, entre otros.
En 1962 Puntorero pasó a Atlanta, junto con los juveniles José Luis Luna y Jorge Fernández, como parte de pago de la transferencia de Luis Artime y Mario Griguol a River.
Debutó en Primera con Atlanta, equipo en el que se destacó en la recordada campaña de 1964 (que incluyó triunfos ante todos los equipos grandes, menos Racing) y para el que jugó seis temporadas entre 1962 y 1967, disputando 143 partidos, en los que convirtió 22 goles.
En 1968, el bohemio lo transfirió a Newell’s Old Boys junto con Juan de la Cruz Kairuz, en la suma global de $18.000.000 y el pase definitivo del futbolista Ricardo Vizzo, tasado en $8.000.000.
Tras un año en la entidad rosarina (25 partidos y un gol), Puntorero fue vendido a Chacarita, quien a la vez cedió a Newell’s al puntero Juan Carlos Montes (el DT que hizo debutar a Maradona, y que había hecho inferiores en Atlanta) y al arquero Jorge Traverso.
En el año de su llegada se convirtió en uno de los artífices del plantel campeón del Torneo Metropolitano 1969, tras golear 4-1 a River en la final del campeonato. Luego, fue uno de los líderes del equipo que obtuvo el tercer puesto en el Torneo Metropolitano 1971, después de ganar la primera rueda de ese campeonato. En 1971 participó de la VI Edición de la Copa Juan Gamper en Barcelona, el 24 de agosto venció al Bayern de Múnich por 2 a 0, con goles de Recupero y Fucceneco (habiendo sido reemplazado por este). El siguiente día perdió la final con el Fútbol Club Barcelona por 1 a 0. En el equipo funebrero jugó 92 partidos, anotando 6 goles, retirándose de la actividad en 1972.

## Fallecimiento
Juan Carlos Puntorero, figura bohemia y funebrera, falleció el 19 de abril de 2012, a los 70 años, luego de una enfermedad. Sus restos fueron velados en Villa Urquiza.

## Reconocimiento

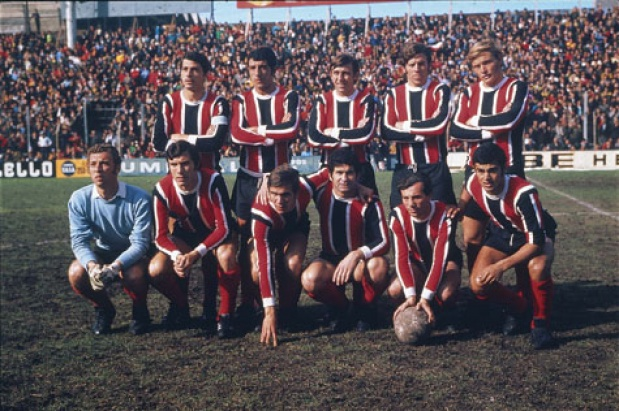
Plantel de Chacarita campeón del Metropolitano 1969, Puntorero está ubicado de pie, segundo desde la izquierda.

Pocos jugadores han tenido o tienen el privilegio de ser queridos por dos hinchadas antagónicas. Se ganó el cariño de gente sustancialmente distinta, como la de Chacarita y la de Atlanta, siendo reconocido su desempeño por ambas parcialidades.
Puntorero estuvo presente en 18 ediciones del clásico de Villa Crespo, jugando 18 partidos en total, 12 para el bohemio y 6 para el funebrero. Esa cantidad de clásicos jugados solo es superada por los 20 que disputó el arquero tricolor Isaac López, todos para Chacarita. Puntorero sí es el jugador que más clásicos jugó entre quienes lo hicieron por los dos equipos: lo siguen Carlos Spinelli (15), Daniel Carnevali (14) y Juan Antonio Gómez Voglino y Enrique Espinosa (13).
Durante la década del 60, Puntorero fue siempre un apellido muy recordado, ya que en 1964 -cuando jugaba en Atlanta- fue la "figurita difícil", casi inhallable, que muy pocos pudieron conseguir para completar el álbum Fulbito y ganar así la ansiada pelota de fútbol que era el premio.

## Clubes
| Club                            | País      | Año         |
| ------------------------------- | --------- | ----------- |
| Club Atlético Atlanta           | Argentina | 1962 - 1967 |
| Club Atlético Newell's Old Boys | Argentina | 1968        |
| Club Atlético Chacarita Juniors | Argentina | 1969 - 1972 |

## Palmarés

### Campeonatos nacionales
| Título        | Club                            | País      | Año  |
| ------------- | ------------------------------- | --------- | ---- |
| Metropolitano | Club Atlético Chacarita Juniors | Argentina | 1969 |